# Distichophyllum
Distichophyllum là một chi rêu trong họ Hookeriaceae.